# Четырёхугольная Мардакянская крепость
Четырёхугольная Мардакянская крепость или Большой Мардакянский замок (азерб. Dördkünc Mərdəkan qalası или азерб. Böyük Mərdəkan qəsri) — историко-архитектурный памятник, расположенный в посёлке Мардакян Хазарского района города Баку. Включён Министерством культуры и туризма Азербайджана (ныне — Министерство культуры Азербайджана) в список памятников мирового значения, В 2001 году вместе с другими объектами береговой обороны Каспия включен в резервный список всемирного наследия ЮНЕСКО.
Крепость была построена в форме четырёхугольника в XII веке сыном ширваншаха Минучихра III, Ахситаном I. По другим данным, возведена в XIV столетии.
Внутренний двор замка имеет размеры 24х20 метров, а высота размещённой во дворе башни составляет 22 метра. Внешние стены замка укреплены полукруглыми глухими башнями, расположенными по углам и вдоль стены. В целом донжон Четырёхугольного Мардакянского замка обладает более развитыми архитектурными особенностями по сравнению с Круглым Мардакянским замком.

## История
Большой Мардакянский замок был построен в 1187—1188 гг. по приказу ширваншаха Ахситана I. В различное время крепость, построенная в честь блестящей победы Ахситана над врагом, использовалась как оборонительное сооружение, наблюдательный пункт и как замок. Иные источники относят строительство к XIV веку.

## Архитектурные особенности
Внутренний двор замка имеет размеры 24х20 метров, а высота размещённой во дворе башни составляет 22 метра. По мнению Л.Мамиконова, столь внушительная высота башни даёт возможность обстреливать с площадки на её вершине не только двор замка, но и территории за внешними стенами крепости. Внешние стены замка укреплены полукруглыми глухими башнями, расположенными по углам и вдоль стены. Расстояние между башнями не превышает 10-11 метров, что отличается от общепринятого расстояния при строительстве оборонительных сооружений до XIV века. Вероятно, намереваясь защитить прилегающие к внешним стенам замка участки перекрёстной стрельбой, архитектор решил сократить расстояние между башнями.
Въездные ворота, расположенные посреди одной из крепостных стен, защищены с обеих сторон хорошо укреплёнными полукруглыми башнями. Внутренний двор Большого Мардакянского замка спланирован таким образом, что противник, прорвавший первую линию обороны замка и вошедший во двор, попадает в узкий коридор шириной 5 метров между донжоном и стеной замка, и становится легкой мишенью для защитников, расположенных на площадке вверху башни.
В целом донжон Четырёхугольного Мардакянского замка обладает более развитыми архитектурными особенностями по сравнению с Круглым Мардакянским замком. В отличие от трехъярусной формы, характерной для круглых донжонов, внутреннее пространство квадратного донжона Большого Мардакянского замка разделено на пять ярусов.
Из ярусов донжона только первый и последний имеют каменную крышу, решённую в виде сводчатого потолка. Потолки остальных ярусов имеют плоские перекрытия, выполненные на основе деревянных балок.
Пристройка к четырём сторонам донжона полукруглых башен, с одной стороны, повлияла на его архитектурные особенности и придала ему более прочный характер, что позволило увеличить высоту здания, а с другой стороны, создала условия для более эффективной организации обороны стен башни.